# Saint-Denis-de-Cabanne
Saint-Denis-de-Cabanne è un comune francese di 1 326 abitanti situato nel dipartimento della Loira della regione dell'Alvernia-Rodano-Alpi. È soprannominato la capitale europea della betoniera poiché è qui la sede del più importante stabilimento di questo genere di macchinari edili.

## Società

### Evoluzione demografica
Abitanti censiti